# Parmotrema lichexanthonicum
Parmotrema lichexanthonicum är en lavart som beskrevs av Eliasaro & Adler. Parmotrema lichexanthonicum ingår i släktet Parmotrema och familjen Parmeliaceae.   Inga underarter finns listade i Catalogue of Life.